# Daniel Zerbin
Daniel Zerbin (* 1. Februar 1973 in Gelsenkirchen) ist ein deutscher Kriminalwissenschaftler und Politiker (AfD). Seit 2025 ist er Mitglied des Deutschen Bundestages. Zuvor war er von 2022 bis 2025 Abgeordneter im Landtag Nordrhein-Westfalen.

## Leben
Zerbin wuchs in Dorsten auf und legte 1992 das Abitur an der Gesamtschule Wulfen ab.
Zerbin trat anschließend in die Bundeswehr ein und war bis 2006 zwölf Jahre lang Offizier der Feldjägertruppe, aktuell im Dienstgrad des Oberstleutnants der Reserve. Während dieser Zeit nahm er an Auslandseinsätzen in Afghanistan und im Kosovo teil. Parallel zu seiner Tätigkeit als Offizier studierte an der Helmut-Schmidt-Universität/Universität der Bundeswehr Hamburg Betriebspädagogik und an der Universität Hamburg Kriminologie. Beide Studiengänge schloss er 2002 bzw. 2004 mit dem Diplom ab.
Von 2007 bis 2010 war er Dozent an der Fachhochschule für öffentliche Verwaltung Nordrhein-Westfalen und arbeitete selbstständig in der Sicherheitsbranche. Von 2010 bis 2011 war er als Leiter des Sicherheitsdienstes der Stiftung Preußischer Kulturbesitz in Berlin tätig. Von 2011 bis 2013 war er wissenschaftlicher Angestellter bei der Polizei Hamburg. Schließlich wurde er an der Helmut-Schmidt-Universität Hamburg mit der Dissertation Analyse religiös motivierter Selbstmordattentate am Beispiel der Anschläge der Hamburger Zelle vom 11.09.2001 promoviert. Ab 2013 war er als Dozent an der Northern Business School in Hamburg tätig. 2017 übernahm er an der NBS schließlich die Professur für Kriminalwissenschaften.
Zerbin wohnt in Dorsten und hat zwei Kinder.

## Politik
Zerbin war von 1991 bis 1993 Mitglied der FDP und von 1998 bis 2006 Mitglied der CDU, bevor er 2016 in die AfD eintrat.
Bei der Landtagswahl in Nordrhein-Westfalen 2022 trat er im Landtagswahlkreis Recklinghausen III und auf Platz elf der Landesliste der AfD an. Er zog über die Landesliste in den Landtag ein. Bei der konstituierenden Sitzung am 1. Juni 2022 kandidierte er für die AfD als 2. Vizepräsident, verlor jedoch die Abstimmung.
Bei der Bundestagswahl 2025 kandidierte Zerbin im Bundestagswahlkreis Herne – Bochum II und auf Platz 13 der AfD-Landesliste. Er zog über die Landesliste in den Deutschen Bundestag ein. Im Zuge dessen legte er sein Landtagsmandat nieder; für ihn rückte Thomas Röckemann in den Landtag nach.

## Sport
Zerbin gewann dreimal die deutsche Meisterschaft im Muay-Thai-Boxen. 2006 beendete er seine aktive Karriere. Er ist Vorsitzender des Kampfsportvereins Sparta Gym in Marl und erster Vorsitzender des Muay Thai Bunds Nordrhein-Westfalen.

## Veröffentlichungen (Auswahl)
- Mit Monika Pientka und Norbert Wolf: Kriminalwissenschaften 1 – Grundstudium. Verlag C. H. Beck, München 2021.
- Mit Monika Pientka: Kriminalwissenschaften 2 – Hauptstudium 1 Verlag C. H. Beck, München 2021.